# Ženicha chotela. Neizdannoe
Ženicha chotela. Neizdannoe (in russo Жениха хотела. Неизданное?) è la seconda raccolta del cantante ucraino Vjerka Serdjučka, pubblicata nel 2004 dalla Mama Music e Monolit.

## Tracce
1. Ženicha chotela (con Glukoza) – 3:22 (Maksim Fadeev)
2. Vaza i pion – 4:25 (Andrij Danylko)
3. Višenka – 3:21 (Andrij Danylko)
4. Ja - revoljucija! – 2:51 (Andrij Danylko, Natalija Šumakova)
5. Solnce i Luna – 4:43 (Andrij Danylko)
6. Ach, mamočka – 3:50 (Alexandr Fljarkovskij, Leonid Derbenëv)
7. Vostok – 3:51 (Andrij Danylko, Arkadij Harcman)
8. Prosto Vera – 3:57 (Andrij Danylko, Arkadij Harcman)
9. Relsy ljubvi – 4:00 (Andrij Danylko)
10. Chera-machera – 5:37 (Andrij Danylko)
11. Ya roždena dlja ljubvi (1 versija) – 4:50 (Andrij Danylko)
12. Abrikosy (Koncertnaja versija) – 4:29 (Andrij Danylko)
13. Pirožok (Piano versija) – 2:40 (Andrij Danylko)
14. Ljuta bdžilka (Piano versija) – 2:44 (Andrij Danylko)
15. Ty uvolen (Piano versija) – 2:57 (Andrij Danylko)